# Powiat Takakusa
Powiat Takakusa (jap. 高草郡 Takakusa-gun) – dawny powiat w Japonii, w prefekturze Tottori.

## Historia

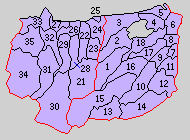
Powiat Takakusa (1–18 – 1889 r.)

W pierwszym roku okresu Meiji na terenie powiatu znajdowały się 82 wioski.
Powiat został założony 12 stycznia 1879 roku. Wraz z utworzeniem nowego systemu administracyjnego 1 października 1889 roku powiat Takakusa został podzielony na 18 wiosek: Yoshioka, Ōsato, Suetsune, Koyama, Garo, Chiyomi, Kanunobe, Kaitoku, Tōgō, Fukutomi, Miho, Yamato, Iwatsubo, Sunami, Meiji, Onji, Toyomi i Matsuho.
1 kwietnia 1896 roku powiat Takakusa został włączony w teren nowo powstałego powiatu Ketaka. W wyniku tego połączenia powiat został rozwiązany.